# Ringul
Ringul (în germană Im Ring) este un film româno-vest german din 1984, regizat de Sergiu Nicolaescu după un scenariu scris de cineastul Ioan Grigorescu. Rolurile principale sunt interpretate de actorii Marin Moraru, Sergiu Nicolaescu, Lætitia Gabrielli, Vasile Boghiță, Marian Culineac, Karl Michael Vogler și Constantin Brînzea.
Filmul prezintă drama lui Andrei, un fost deținut român într-un lagăr nazist din timpul celui de-al Doilea Război Mondial care fusese transformat în „sac de antrenament” viu al ofițerului german Adolf Gebauer. Devenit după câțiva zeci de ani șofer internațional de TIR, el ajunge la Berlin și își reîntâlnește torționarul boxând într-un bâlci. Dorind să-și ia revanșa, Andrei se luptă în ring pe viață și pe moarte cu fostul ofițer nazist, iar acesta din urmă moare în ring.

## Rezumat
În perioada celui de-Al Doilea Război Mondial, tânărul Tudor Andrei (interpretat de Constantin Brînzea), originar din Transilvania ocupată de Ungaria hortistă, lucra la o mină care s-a prăbușit. Acuzat de sabotaj împotriva regimului hortist, a fost arestat și a ajuns în aprilie 1944 într-un lagăr de concentrare din Germania nazistă. El a fost remarcat la sosirea în lagăr de către deținutul evreu Tom (Marin Moraru) și ales să devină partener de antrenament al Untersturmführer-ului SS Adolf Gebauer (Marian Culineac), care visa să-l egaleze în performanțe pe campionul german Max Schmeling. Andrei a fost mutat pentru a lucra la spălatul vaselor la popota ofițerilor și a trebuit să servească ca sac de antrenament al ofițerului practicant de box. Partenerii de antrenament anteriori ai lui Gebauer fuseseră uciși de sadicul ofițer, care-i transformase în saci vii.
Andrei a fost deținut în lagăr timp de șase luni, timp în care a făcut parte din mișcarea de rezistență în lagăr, schimbând mesaje prin intermediul unei foste balerine care spăla podelele în sala de antrenament (Maria Bănică). Într-una dintre zilele de antrenament, Gebauer îi spune lui Andrei că va avea loc un meci demonstrativ cu prilejul Zilei Führer-ului. El îi promite că dacă se va bate bine în ring îi va da o șansă de evadare, permițându-i să iasă din lagăr îmbrăcat ca de cros și dându-i 30 de minute la dispoziție pentru a fugi, după care va da alarma. Ofițerul urma să fie mutat după acel eveniment la Sachsenhausen. Obișnuit să se apere, Andrei îi dă ofițerului un croșeu în față și acesta cade la podea, fiind inconștient pentru o scurtă perioadă. Profitând de acest scurt răgaz, fata care spăla podelele a reușit să ia din uniforma ofițerului fotografiile făcute în lagăr de Gebauer (cu scopul de a le folosi la un eventual proces pentru crime de război), dar ofițerul a văzut-o.
Ziua Führer-ului a fost sărbătorită de ofițerii din lagăr printr-un cor al copiilor deținuți, un dans al fostei balerine și un meci demonstrativ între Gebauer și Andrei. Înainte de a începe meciul, ofițerul îl previne pe Andrei că dacă nu se va bate bine va avea soarta fostei balerine care a fost spânzurată după dans pentru că a furat fotografiile compromițătoare. Dându-și seama că dacă va rezista mai mult timp în ring, îi va fi mult mai greu să poată evada din lagăr, Andrei se lasă doborât în prima rundă de ofițer. El se echipează în training și, cu ajutorul permisului oferit de Gebauer, iese din lagăr pe poartă, pretextând că aleargă pentru a-și menține condiția fizică. În același timp, Tom evadează și el ascunzându-se în sacaua cu rahat a lui Byron, care a fost vărsată într-un râu din apropierea lagărului.
După război, Andrei a devenit boxer profesionist, el fiind antrenat de Tom. El a luptat la categoriile semigrea și grea, purtând în ring numele de 1013 (numărul avut în lagăr). De asemenea, a depus mărturie în procesul prin care Adolf Gebauer a fost judecat în lipsă pentru crime împotriva umanității.
După mai mulți ani de la acele evenimente, Andrei și Tom (trecuți acum de 50 de ani) lucrează ca șoferi internaționali pe un TIR marca Iveco aparținând întreprinderii românești Contrans. Ei conduc spre Berlin, timp în care Andrei (interpretat de Sergiu Nicolaescu) își aduce aminte de perioada petrecută în lagăr, de coșmarurile căreia încă nu reușise să scape. Pe drum ei o iau pe Karin (Lætitia Gabrielli), o fată ce făcea autostopul, pentru a o duce la Berlin. Ajunși la destinație, ei descarcă marfa și se plimbă cu Karin prin oraș, mergând împreună la un bâlci. Andrei vede acolo un afiș care făcea reclamă la un meci de box în care cei amatori trebuiau să lupte șase reprize cu un boxer pe nume Golem, urmând să primească pentru fiecare repriză suma de 100 de mărci.
Pentru a o impresiona pe Karin, Andrei se înscrie la meci, fiind prezentat la cerere sub numele de Anonimul. Câștigătorul urma să câștige, pe lângă bani, și o cupă de aur oferită de compania Bio-Aktiv. Golem și Andrei luptă în ring, iar în runda a doua Andrei îl recunoaște pe Golem ca fiind fostul ofițer Gebauer. Golem îi confirmă identitatea sa și, profitând de șocul suferit de Andrei, îl trimite pe acesta la podea. Andrei este numărat, iar în timpul în care este inconștient își aduce aminte de perioada petrecută în lagărul nazist. Andrei se ridică și află că și Tom îl recunoscuse pe Gebauer. El îi spune antrenorului său că vrea să-și ia revanșa și să aibă parte de un meci adevărat cu Gebauer. Meciul continuă, iar cele șase runde se încheie. După cele șase reprize, reprezentanții companiei Bio-Aktiv îi cer să renunțe la continuarea meciului, oferindu-se să-i plătească prima promisă.
Andrei refuză să plece, iar meciul continuă cu încă trei runde. Reprezentanții companiei Bio-Aktiv anunță majorarea primei învingătorului cu încă 1000 de mărci. Golem îi reproșează în ring lui Andrei că a devenit campion, în timp ce fostul ofițer se ascundea. Andrei îi reproșează lui Gebauer că a dat alarma după numai 5 minute, deși promisese că o va face după 30 de minute; el îi spune că și astăzi are coșmaruri ale umilinței fără limite suferite și a fricii de moarte. Meciul se transformă într-o luptă pe viață și pe moarte, iar în ultima rundă Golem se prăbușește în ring și moare în urma unei comoții cerebrale. Andrei îi repetă lui Tom că nu a vrut să-l omoare pe Golem, ci a vrut doar să aibă un meci adevărat cu Gebauer.
Finalul filmului îi prezintă pe Tom și Andrei conducând TIR-ul înapoi spre România, însoțiți de Karin.

## Distribuție
- Marin Moraru — Tom, șofer de TIR român, fost antrenor de box
- Sergiu Nicolaescu — Tudor Andrei, șofer de TIR român, fost boxer
- Constantin Brînzea — Tudor Andrei tânăr
- Vasile Boghiță - Adolf Gebauer bătrân / Martin Hoffman „Golem”, boxer german, fost ofițer SS într-un lagăr de concentrare (menționat Mihai V. Boghiță)
- Marian Culineac — Adolf Gebauer tânăr (menționat Marian Culiniac)
- Karl Michael Vogler — crainicul arenei de box (menționat Mihail Vogler)
- Lætitia Gabrielli — Karin, o autostopistă care voia să ajungă la Berlin (menționată Letiția Gabrielli)
- Iurie Darie — reprezentantul companiei Bio-Aktiv
- Sebastian Papaiani — prezentatorul Bio-Aktiv
- Maria Bănică — balerina care spăla podelele în lagăr
- Corneliu Gîrbea — reprezentantul companiei Bio-Aktiv (menționat Cornel Gîrbea)
- Eusebiu Ștefănescu — comandantul lagărului de concentrare
- Florin Piroiu
- Alexandru Dobrescu — medicul meciului de box
- Ion Sima — deținutul britanic Byron, vidanjorul lagărului
- Ion Anghel — reprezentantul companiei Bio-Aktiv
- Alexandru Manea
- Nicu Constantinescu
- Florin Budu (menționat Budu Florin)
- Ion Pop
- Ștefan Velniciuc — ofițer SS aflat în vizită în lagărul de concentrare (nemenționat)

### Dublaj de voce
- Sergiu Nicolaescu — Tudor Andrei tânăr (nemenționat)

## Producție

### Scenariu și tehnici cinematografice
Cineastul Ioan Grigorescu scrisese mai demult o nuvelă intitulată „Ringul”. Ea a fost adaptată pentru teatru radiofonic sub titlul Ringul în ring de către regizorul Dan Nasta. Această adaptare a câștigat Premiul RAI în 1968, în competiția dedicată spectacolelor radiofonice organizată la Roma (Italia). Nuvela i-a atras atenția și producătorului francez de film Pierre Lévy care i-a solicitat cu insistență lui Ioan Grigorescu să îi vândă drepturile de ecranizare. „Acest film nu-l văd făcut decât în coproducție cu țara mea”, i-a replicat însă scriitorul român.
Regizorului Sergiu Nicolaescu i-a plăcut nuvela și a vrut să realizeze ecranizarea cinematografică a ei. Ioan Grigorescu a scris astfel un scenariu după care a fost realizat filmul. Filmul a fost realizat în coproducție de studioul românesc Casa de Filme 5 și cel german Cine TV Film Berlin. Sergiu Nicolaescu a declarat că Ringul a fost realizat „numai datorită lui D. Fernoagă și D. Ghișe”, care au permis producerea unui film care avea un subiect fără nicio legătură cu realitatea socialistă. Filmările în RFG și Berlin Vest au fost realizate în colaborare cu Cine TV Berlin, acest lucru fiind menționat pe genericul de final.
Filmul conține două paliere spațio-temporale - trecut (perioada din lagăr) și prezent (traseul parcurs cu TIR-ul și meciul de box între bătrânul Tudor Andrei și Golem). Nicolaescu a folosit în prezentarea secvențelor tehnica plan-contraplan și procedeul de proiectare a imaginilor au ralenti (cu încetinitorul). Regizor secund a fost Nicu Gheorghe.

### Personaje și interpreți
Cei patru boxeri din film i-au avut pe post de consultanți de box pe antrenorii Ion Kiriac (fost campion european) și Alec Năstac (medaliat cu bronz la Jocurile Olimpice de vară de la Montreal (1976)). Tinerii Constantin Brânzea (tânărul Tudor Andrei) și Marian Culineac (tânărul Gebauer) au fost campioni naționali la box și au jucat roluri de boxeri și în filmul Învingătorul (1980), regizat de Tudor Mărăscu. Vocea lui Brânzea a fost dublată însă la postsincron de cea a lui Nicolaescu.
De asemenea, Mihai Vasile Boghiță (bătrânul Gebauer) a fost component al clubului Steaua și a participat la competițiile naționale și balcanice de box în anii 1950, devenind apoi actor de film și interpretând printre altele rolul Tudor Șoimaru în Neamul Șoimăreștilor (1965). Sergiu Nicolaescu a practicat și el boxul în tinerețe. Una dintre fotografiile vechi care apar în film este reală, prezentându-l pe Nicolaescu în tinerețe cu mănuși de box pe mâini. Regizorul, care avea peste 50 de ani pe atunci, a făcut „un antrenament intens ca în vremurile tinereții”, fiind antrenat de Ion Kiriac, și a reușit în scurt timp să se pună la punct.
După cum afirmă Sergiu Nicolaescu, meciurile de box din film au fost „reale, cu lovituri adevărate”, pentru ca scenele să pară reale. Căderea în ring a lui Marian Culiniac a fost reală; actorul a fost surprins de un croșeu de dreapta și și-a revenit după un minut. Meciul de box între bătrânii Tudor Andrei și Adolf Gebauer a avut loc la Sala Polivalentă din București, în prezența a 5.000 de spectatori plătitori. Spectacolul a fost anunțat prin afișul: „Meci de box – Sergiu Nicolaescu contra Vasile Boghiță”.
În scenariul lui Ioan Grigorescu apărea un personaj feminin cu numele Destiny, acesta fiind „întruchiparea soartei care poate să treacă peste destinul muritorilor”. Regizorul a ales pentru acest rol pe frumoasa actriță franceză de origine italiană Lætitia Gabrielli (n. 1966), căreia i-a dat în film numele de Karin. În timpul luptei pe viață și pe moarte dintre Andrei și Gebauer, ea a avut sarcina să scoată din când în când un țipăt înfiorător de 90 de decibeli „spre împlinirea destinului protagoniștilor”. Ioan Grigorescu a comentat astfel acel moment: „E vocea destinului căci numai soarta poate țipa astfel”.

### Trecerea filmului de cenzură
Ultima vizionare a filmului de către cenzură a avut loc la Casa Scânteii, printre participanți fiind Ion Traian Ștefănescu, prim-vicepreședinte al Consiliului Culturii și Educației Socialiste și responsabil cu cinematografia, și Nicu Ceaușescu. Regizorul a suferit un șoc atunci când l-a văzut în sală pe fiul președintelui Nicolae Ceaușescu, dar, la final, Nicu Ceaușescu a spus: „Mișto film”. Astfel, filmul a trecut de cenzură.

## Recepție
Filmul Ringul a fost vizionat de 2.898.667 de spectatori la cinematografele din România, după cum atestă o situație a numărului de spectatori înregistrat de filmele românești de la data premierei și până la data de 31.12.2007 alcătuită de Centrul Național al Cinematografiei.
În perioada Revoluției, Ringul a fost difuzat de TVR în seara zilei de 25 decembrie 1989, dar a fost întrerupt după numai un sfert de oră în urma protestelor publicului.
Editoarea Adina Georgescu Obrocea a fost distinsă în anul 1984 cu Premiul pentru montaj al Asociației Cineaștilor din România (ACIN) pentru filmele Ringul și O lumină la etajul zece. Ringul a fost nominalizat la Premiul de aur al Festivalului Internațional de Film de la Moscova din 1985.
În Istoria filmului românesc (1897-2000) (Ed. Fundației Culturale Române, București, 2000), criticul Călin Căliman scria că în Ringul „scenaristul derulează o istorie petrecută aievea, pe drumuri europene, în anii celui de al doilea război mondial, stabilind, totodată, analogii, relații, disjuncții cu vremuri contemporane, încercând să valorifice lecțiile istoriei”.
Criticul Tudor Caranfil nu a dat filmului nicio stea și a făcut următorul comentariu: „Andrei, fost deținut al unui lagăr de concentrare, torturat în ring ca „sac de antrenament” al comandantului Gebbauer, își reîntâlnește torționarul boxând într-un bâlci, prilej de revanșă într-o spectaculoasă luptă sportivă pe viață și pe moarte. Psihologii rudimentare fără acoperire epică într-un interminabil pugilat ritmat profesional de monteza Adina Georgescu-Obrocea (Pr. ACIN). Singurul film din istoria TVR întrerupt în seara difuzării, la 25 dec. 1989, în urma protestelor telefonice furioase ale publicului.”